# Anunciação de Fano (Perugino)
Anunciação de Fano é uma pintura do artista renascentista italiano Pietro Perugino, executada por volta de 1488-1490, e alojada na Igreja de Santa Maria Nuova, Fano, Itália.
O trabalho foi bem sucedido, e alguns anos depois ele foi contratado para pintar um retábulo para a mesma igreja, o Retábulo do Fano.

## Temática
A Anunciação, também conhecida como Anunciação da Virgem Maria, é a celebração cristã que recorda e celebra o anúncio dado pelo Arcanjo Gabriel à Virgem Maria de que ela seria a mãe de Jesus Cristo. Apesar de sua virgindade perpétua, Maria milagrosamente conceberia uma criança, que seria chamada de Filho de Deus. O evento é narrado no Evangelho de Lucas.